# 김병훈 (1929년)
김병훈(金炳勳, 1929년 11월 14일 - )은 조선민주주의인민공화국의 정치인이다. 조선문학예술총동맹 위원장 겸 조선로동당 중앙위원회 정치국 후보위원이다. 최고인민회의 제12기 대의원이다.

## 경력
1929년 11월 14일 일제강점기에 평양에서 태어났다. 평양사범대학을 졸었했으며, 1985년 9월 조선문학창작사 사장을 거쳐 1986년 9월 조선작가동맹 중앙위 제1부위원장에 임명되었다. 1990년 1월, 조선작가동맹 중앙위 위원장을 지냈으며, 1998년 8월 조선작가동맹 중앙위 제1부위원장을 맡았다. 1999년 6월 조선작가동맹 중앙위 위원장을 지낸 이후 2006년 6월부터 조선문학예술총동맹 중앙위 위원장으로 재임 중이다. 2010년 9월, 조선로동당 중앙위원회 후보위원에 선임되었다.

## 최고인민회의 대의원
1990년 4월 최고인민회의 제9기 대의원으로 선출된 이후, 제10기(1998년)와 제11기(2003년) 대의원을 지냈다. 2009년 4월 이후 제12기 대의원으로 있다.

## 기타
1994년 김일성, 2011년 김정일 사망 당시에 국가장의위원회 위원을 맡았다.